# Kanut VI
Kanut VI (duń. Knud 6.) (ur. 1163, zm. 1202) – król Danii w latach 1182–1202.

## Życiorys
Kanut został koronowany w wieku lat siedmiu 25 czerwca 1170 w Ringsted, podczas uroczystości złożenia relikwii swojego dziadka św. Kanuta Lavarda. Na tron wstąpił dwanaście lat później, w momencie śmierci swego ojca Waldemara Wielkiego. W rzeczywistości jednak w jego imieniu sprawował władzę biskup Absalon.
Panowanie Kanuta rozpoczęło się od konfliktu z cesarzem rzymskim Fryderykiem Barbarossą, który zażądał od Kanuta hołdu. Absalon odmówił. Doprowadziło to do wojny, która okazała się zwycięska dla strony duńskiej (głównie dzięki przewadze na morzu – Waldemar Wielki mocno rozbudował flotę duńską). W rezultacie Kanut ogłosił się królem Duńczyków i – po pokonaniu w 1184/85 pomorskiego księcia Bogusława I – słowiańskich Wendów.
Oprócz (związanych z tytułem króla Wendów) interwencji w konfliktach książąt słowiańskich, Kanut ruszył też z krucjatą do Finlandii (1191) i Estonii (1197).
Kanut VI i Absalon wzmocnili władzę królewską w Danii. Dzięki wprowadzeniu prawa Vederlov (potwierdzanego przysięgą obowiązku wierności i służby królowi) Kanut zgromadził wokół siebie powstającą klasę duńskich feudałów i osłabił potencjalną opozycję. Dzięku temu mógł ustanawiać własne prawo, które zastępowało prawo uchwalane powszechnie na wiecach (tingach).
Kanut VI zmarł bezdzietnie w roku 1202, rok po śmierci Absalona.